# El Abadia
Pour les articles homonymes, voir Carnot.
El Abadia (anciennement appelée Carnot sous le régime français) est une commune de la wilaya d'Aïn Defla, en Algérie. La statue de Lazare Carnot y était érigée.